# Kateřina Sedláková
Kateřina Sedláková (Brno, 28 aprile 1990) è un'ex cestista ceca.

## Carriera
Con la Rep. Ceca ha disputato i Campionati mondiali del 2014.